# Azzedine Ounahi
Azzedine Ounahi (ar. عز الدين أوناحي; ur. 19 kwietnia 2000 w Casablance) – marokański piłkarz grający na pozycji pomocnika w greckim klubie Panathinaikos AO, wypożyczony z Olympique Marsylia oraz w reprezentacji Maroka.

## Kariera piłkarska
Swoją piłkarską karierę Ounahi rozpoczął w klubie RC Strasbourg. W 2018 roku zaczął grać w rezerwach tego klubu w Championnat National 3. W 2020 roku przeszedł do grającego w Championnat National, US Avranches. 28 sierpnia 2020 zadebiutował w nim w wygranym 3:1 wyjazdowym meczu ze Stade Lavallois. Zawodnikiem Avranches był przez rok.
W lipcu 2021 Ounahi został zawodnikiem pierwszoligowego Angers SCO. Swój debiut w nim zaliczył 15 sierpnia 2021 w zwycięskim 3:0 domowym spotkaniu z Olympique Lyon i w debiucie strzelił gola.
| Sezon   | Klub                    | Kraj    | Rozgrywki              | Mecze | Gole |
| ------- | ----------------------- | ------- | ---------------------- | ----- | ---- |
| 2018/19 | RC Strasbourg B         | Francja | Championnat National 3 | 20    | 0    |
| 2019/20 | RC Strasbourg B         | Francja | Championnat National 3 | 15    | 1    |
| 2020/21 | US Avranches            | Francja | Championnat National   | 27    | 5    |
| 2021/22 | Angers SCO              | Francja | Ligue 1                | 32    | 2    |
| 2022/23 | Angers SCO              | Francja | Ligue 1                | 15    | 0    |
| 2022/23 | Olympique Marsylia      | Francja | Ligue 1                | 7     | 1    |
| 2023/24 | Olympique Marsylia      | Francja | Ligue 1                | 21    | 2    |
| 2024/25 | Panathinaikos AO (wyp.) | Grecja  | Super League 1         | 19    | 2    |

## Kariera reprezentacyjna
W 2022 roku Ounahi został powołany do reprezentacji Maroka na Puchar Narodów Afryki 2021. 10 stycznia 2022 zadebiutował w niej w wygranym 1:0 grupowym meczu tego turnieju z Ghaną (1:0). Na tym turnieju zagrał również w dwóch innych meczach grupowych: z Komorami (2:0) i z Gabonem (2:2).